# میواکو فوجیتانی
میواکو فوجیتانی (انگلیسی: Miwako Fujitani؛ زادهٔ ۱۰ مارس ۱۹۶۳) یک هنرپیشه اهل ژاپن است. 
از فیلم‌هایی که وی در آن‌ها نقش داشته است، می‌توان به و آنگاه اشاره نمود.